# Хайленд, Джейк
Дже́йкоб Алапа́ки (Джейк) Ха́йленд (англ. Jacob Alapaki (Jake) Highland, 23 февраля 1932, Гонолулу, Гавайи, США — 23 ноября 2015, Новато, Калифорния, США) — американский волейболист. Участник летних Олимпийских игр 1964 года.

## Биография
Джейк Хайленд родился 23 февраля 1932 года в городе Гонолулу на Гавайях.
Служил в Военно-воздушных силах США. Почти 20 лет играл в волейбол за армейскую команду «Олл Сёрвис». Был разносторонним игроком, успешно действовал на позиции блокирующего.
В 1964 году вошёл в состав сборной США по волейболу на летних Олимпийских играх в Токио, занявшей 9-е место. Провёл 7 матчей, набрал 1 очко в матче со сборной Болгарии.
На момент участия в Олимпиаде был сержантом ВВС.
Впоследствии перебрался в город Новато в Калифорнии. Работал пожарным.
Умер 23 ноября 2015 года в Новато после непродолжительной болезни. Похоронен на кладбище Гавайского мемориального парка в Гонолулу.

## Семья
Вместе с женой Флоренс воспитал пятерых детей.